# Swamplord
Swamplord es el primer álbum de estudio de la banda finesa de melodic death metal, Kalmah. 
Grabado y mezclado en Tico-Tico Studios, en septiembre del año 2000. Producido por Kalmah y Ahti Kortelainen. Masterizado en Finnvox por Mika Jussila.
Del tema Whitering Away fue grabado un videoclip.
La temática entre las letras de este álbum hacen hincapié a la política y religión; tal como la canción Using the Word. También se enfoca hacia mitología y fantasía en general, destacando por ejemplo la canción Hades (favorita de Pekka Kokko).

## Canciones
- Remasterización en el año 2002 junto al álbum They Will Return. Contiene la versión Skin o' My Teeth de la banda Megadeth.

| N.º | Título                | Duración |  |
| 1.  | «Evil in You»         | 05:08    |  |
| 2.  | «Whitering Away»      | 03:34    |  |
| 3.  | «Heritance of Berija» | 04:30    |  |
| 4.  | «Black Roija»         | 04:15    |  |
| 5.  | «Dance of the Water»  | 04:31    |  |
| 6.  | «Hades»               | 04:25    |  |
| 7.  | «Alteration»          | 04:42    |  |
| 8.  | «Using the Word»      | 05:07    |  |

### Edición japonesa
- Consta con pistas adicionales extraídas de la demostración Svieri Obraz.

| N.º | Título             | Duración |  |
| 9.  | «The Blind Leader» | 03:12    |  |
| 10. | «Vezidoroga»       | 03:49    |  |

## Créditos
- Pasi Hiltula - teclados
- Petri Sankala - batería
- Pekka Kokko - voz, guitarra
- Altti Veteläinen - bajo
- Antti Kokko - guitarra

- Datos: Q1933155